# Pepin I Akwitański
Pepin I (ur. 797, zm. 13 listopada lub 13 grudnia 838) – król Akwitanii z dynastii Karolingów, drugi syn cesarza Ludwika I Pobożnego i Ermengardy, córki hrabiego Ingermana z Hesbaye.
W sierpniu 817 r. cesarz Ludwik dokonał podziału swojego państwa między synów. W wyniku tego podziału Pepin otrzymał Akwitanię. Brał udział w wyprawie ojca do Bretanii w 824 r. Towarzyszył mu na niej mnich i poeta Ermoldus Nigellus.
Poprawne relacje Pepina z ojcem popsuła sprawa apanażu dla najmłodszego syna cesarza, Karola Łysego, syna Ludwika i jego drugiej żony, Judyty Bawarskiej (Ermengarda, matka Pepina, zmarła w 818 r.). W 829 r. Ludwik nadał Karolowi tytuł króla Alemanii, co dokonało się kosztem dzielnicy brata Pepina, Ludwika Niemieckiego. W 830 r. Pepin zebrał armię Gaskończyków i ruszył na Paryż. Cesarz Ludwik wracał z wyprawy do Bretanii i został oblężony w Compiègne. Tam został wzięty do niewoli. Rok później, pod presją możnych, odzyskał wolność. Pepin zdążył w porę przejść na jego stronę, co spowodowało, że bunt nie pociągnął za sobą negatywnych konsekwencji dla króla Akwitanii. Wręcz przeciwnie, otrzymał od ojca nowe nadania.
Sprawa dzielnicy dla Karola wciąż jednak pozostała powodem zadrażnień w rodzinie cesarskiej. W 832 r. Pepin został wezwany na dwór ojca, gdzie spotkał się z chłodnym przyjęciem. Rychło więc, wbrew rozkazom ojca, opuścił dwór i wrócił do Akwitanii. Obawiając się nowej rebelii Ludwik kazał swoim wojskom zebrać się w Akwitanii. W 833 r. ogłosił pozbawienie Pepina jego dzielnicy, która została przekazana Karolowi. Wówczas Pepin, w porozumieniu z braćmi Lotarem i Ludwikiem Niemieckim, ponownie zbuntował się przeciw ojcu. Ludwik Pobożny po raz drugi został pojmany, ale ponownie naciski możnych doprowadziły do jego uwolnienia. W 836 r. Pepin zawarł w końcu pokój z ojcem.
Pepin zmarł nagle z powodu przepicia w 838 r. Data dzienna jego śmierci jest niepewna. Stało się to 13 listopada lub 13 grudnia. Śmierć Pepina spowodowała kolejną wojnę domową, gdyż cesarz Ludwik, nie bacząc na prawa swojego wnuka Pepina II, nadał Akwitanię Karolowi Łysemu. Pepin I został pochowany w Sainte-Croix w Poitiers.
W 822 r. Pepin poślubił Ingeltrudę (zwaną również Engelbergą, Rigardą, Hringardą lub Ringartą), córkę Theodoberta, hrabiego Madrie. Pepin i Ingeltruda mieli razem dwóch synów:
- Pepin II (823 - po 864), król Akwitanii
- Karol (825/830 - 4 czerwca 863), arcybiskup Moguncji